# Stanislav Petuhov
Stanislav Afanasjevič Petuhov (rusko Станислав Афанасьевич Петухов), ruski hokejist, * 19. avgust 1937, Moskva, Rusija.
Petuhov je v sovjetski ligi igral celotno kariero za klub  Dinamo Moskva, na 388-ih prvenstvenih tekmah je dosegel 170 golov. Za sovjetsko reprezentanco je nastopil na dveh olimpijskih igrah, na katerih je osvojil po eno zlato in bronasto medaljo, in enem svetovnem prvenstvu (brez olimpijskih iger), na katerih je osvojil zlato medaljo. Za reprezentanco je nastopil na 46-ih tekmah, na katerih je dosegel devetnajst golov.

## Pregled kariere
Odebeljeno - reprezentančni nastopi, glej tudi Statistika pri hokeju na ledu.
| Moštvo          | Liga                 | Sezona |    | Redni del | Redni del | Redni del | Redni del | Redni del | Redni del |   | Končnica | Končnica | Končnica | Končnica | Končnica | Končnica |
| --------------- | -------------------- | ------ | -- | --------- | --------- | --------- | --------- | --------- | --------- | - | -------- | -------- | -------- | -------- | -------- | -------- |
| Moštvo          | Liga                 | Sezona | OT | G         | P         | T         | +/-       | KM        | OT        | G | P        | T        | +/-      | KM       |          |          |
| Sovjetska zveza | Olimpijske igre      | 60     |    | 6         | 4         | 4         | 8         |           | 4         |   |          |          |          |          |          |          |
| Dinamo Moskva   | Sovjetska liga       | 62/63  |    |           |           |           |           |           |           |   |          |          |          |          |          |          |
| Sovjetska zveza | Svetovno prvenstvo A | 63     |    | 7         | 4         | 4         | 8         |           | 4         |   |          |          |          |          |          |          |
| Sovjetska zveza | Olimpijske igre      | 64     |    | 5         | 4         | 1         | 5         |           | 2         |   |          |          |          |          |          |          |
| Skupaj          |                      |        |    | 18        | 12        | 9         | 21        |           | 10        |   |          |          |          |          |          |          |